# رونالد غولياس
رونالد غولياس (بالبرتغالية: Ronald Golias) (ولد 4 مايو 1929 –توفي في 27 سبتمبر 2005) ممثل وكوميدي برازيلي.

## مواقع خارجية
- رونالد غولياس على موقع IMDb (الإنجليزية)
- رونالد غولياس على موقع روتن توميتوز (الإنجليزية)
- رونالد غولياس على موقع ألو سيني (الفرنسية)
- رونالد غولياس على موقع ديسكوغز (الإنجليزية)
- رونالد غولياس على موقع قاعدة بيانات الفيلم (الإنجليزية)
- رونالد غولياس على موقع كينوبويسك (الروسية)